# Анна-Мария Датска
Анна-Мария Датска е датска принцеса и гръцка кралица – съпруга на последня крал на Гърция Константинос II.

## Биография

### Произход
Анна-Мария е родена на 30 август 1946 г. в двореца Амалиенборг, Копенхаген, като Ане-Марие Дагмар Ингрид, принцеса на Дания. Тя е най-малката дъщеря на датския крал Фредерик IX и на кралица Ингрид и е сестра на Маргрете II - кралица на Дания до 14 януари 2024г. 

### Кралица на Гърция
През 1959 г. се запознава с гръцкия принц и свой далечен братовчед Константинос, който придружава родителите си – крал Павлос и кралица Фредерика, на официално държавно посещение в Дания. През 1961 г. Павлос обявява намерението си да се сгоди за Анне-Марие. Двамата се женят на 18 септември 1964 г. В Гърция Анне-Марие става по-известна с името Анна-Мария.
През 1967 г. съпругът на Анна-Мария прави неуспешен опит за преврат срещу военната хунта в Гърция, след което цялото сеймество е принудено да напусне страната. През 1973 г. хунтата провежда референдум, който премахва монархията. След кратко пребиваване в Рим, Анна-Мария и Константинос II се установяват във Великобритания, където живеят.

## Деца
Константинос II и Анна-Мария имат пет деца:
- Алексия (р. 1965)
- Павлос (р. 1967)
- Николаос (р. 1969)
- Теодора (р. 1983)
- Филип (р. 1986)